# Reinhard Manfred Wolfgang Hanke
Reinhard Manfred Wolfgang Hanke (* 7. Juli 1940 in Berlin) ist ein deutscher Diplom-Geograph. Er ist das dritte von vier Kinder schlesisch-westpreußischer Eltern, aufgewachsen in Berlin-Reinickendorf Ost. Seine Arbeitsschwerpunkte liegen in der Kartographie und der Landeskunde Westpreußens.

## Akademischer und beruflicher Werdegang
Begleitend zu einem Studium der Geographie, Kartographie, Geschichte, Geologie und Soziologie an der Universität Hamburg und der Freien Universität Berlin unternahm Hanke seit 1977 zahlreiche Studienreisen in die östlichen Nachbarländer, hielt Vorträge und verfasste erste Aufsätze. Schon im Studium wurde er Vorstandsmitglied der Gesellschaft für Erdkunde (gegr.1828) und wirkte von 1972 bis 1983 gemeinsam mit Frido J. Walter Bader als Schriftleiter der Zeitschrift Die Erde. Hanke war Wissenschaftlicher Mitarbeiter bzw. Lehrbeauftragter an der Pädagogischen Hochschule Berlin, der Technischen Universität Berlin und der Freien Universität Berlin. Von 1982 bis 2005 war er Bezirklicher Planungsbeauftragter von Berlin-Tempelhof bzw. (seit 2001) von Berlin Tempelhof-Schöneberg. Von 2003 bis 2009 war er überdies als Bundeskulturreferent der Landsmannschaft Westpreußen tätig.

## Engagement für die Zivilgesellschaft
Aufgrund seines Hintergrunds als Kind von Vertriebenen dreht sich nicht nur das Berufsleben Hankes, sondern auch sein ehrenamtliches Engagement für die Zivilgesellschaft vor allem um das Thema Deutscher Osten. Er wirkt dabei als Multiplikator, der Menschen zusammenbringt. Hanke veranstaltet Vorträge oder Tagungen, verfasst, redigiert und verbreitet regelmäßig Texte und Bilder. Dabei kommt ihm zugute, dass er als Hobby gerne fotografiert und digital gut vernetzt ist.
Seit 1982 ist Hanke Vorstandsmitglied der Berliner Landesgruppe der Landsmannschaft Westpreußen, vier Jahre später wurde er Vorsitzender. 1981 gründete er die Arbeitsgemeinschaft Ostmitteleuropa e.V., 1995 das Westpreußische Bildungswerk, seither ist er deren Vorsitzender.
Außerdem ist er seit 2003 Vorsitzender der Landesarbeitsgemeinschaft Ostkunde im Unterricht. Im Dezember 2005 wurde er in den Vorstandes der Kulturstiftung Westpreußen gewählt.
Er ist Mitglied des Vorstands der Copernicus-Vereinigung für Geschichte und Landeskunde Westpreußens und Mitglied des Kuratoriums des Ostdeutschen Kulturrates in Bonn.
Seit 2023 ist er einer von zwei stellvertretenden Vorsitzenden im Kulturwerk Danzig e. V.

## Wissenschaftliche Veröffentlichungen (in Auswahl)
- Reinhard Hanke: Gedanken zum Lesen von Völker- und Sprachenkarten. In: Geographie in Wissenschaft und Unterricht. Festschrift für Helmut Winz aus Anlass seines 70. Geburtstages am 5. September 1978. Hrsg. von Reinhard Hanke. Berlin 1980, S. 175–198. ISBN 978-3-87670-800-3. (Online)
- Reinhard Hanke: Der Danziger Hafen. Entwicklungen seit 1945. In: Danzig in acht Jahrhunderten. Beiträge zur Geschichte eines hansischen und preußischen Mittelpunktes. Hrsg. von Bernhart Jähnig und Peter Letkemann. (= Quellen und Darstellungen zur Geschichte Westpreußens, 23), Münster / Westf. 1985. S. 357–377. ISBN 3-924238-09-X.
- Fred Scholz und Reinhard Hanke: Laudatio. Frido J. Walter Bader. Schriftleiter unserer Zeitschrift DIE ERDE seit einem Vierteljahrhundert. Berlin 1987 Digitale Ausgabe.